# Hubert Languet
Pour les autres membres de la famille, voir famille Languet.
Hubert Languet (1518 – 30 septembre 1581) est un diplomate et réformateur français. Ministre d’État au service d'Auguste Ier de Saxe  Il utilise le pseudonyme de Julius Brutus. Son idée principale en diplomatie était la défense de la liberté civique et religieuse et la protection et la diffusion du Protestantisme. Dans le traité Vindicia Contrae Tyrannos, Hubert Languet établit les cas où le recours à l’insurrection devient légitime et formulait la doctrine de la souveraineté du peuple. Sa devise est « Souffrir m'est héritage ».

## Biographie
Languet est né en 1518 à Vitteaux à la Maison Belime, près de Dijon. Il est le fils de Germain Languet et de Jeanne Devoyo. Il est descendant de la famille Languet, une famille noble de Bourgogne. Il a étudié le droit, la théologie et l'histoire à l'Université de Poitiers. Il a été influencé par Melanchthon en 1549 à WittembergIl devient conseiller de l'électeur Auguste de Saxe, qui l'envoie en Europe centrale et à Paris. Languet s'inscrit ainsi dans un réseau de relations internationales. C'est un fervent défenseur de la tolérance civique et religieuse, il se trouve d'ailleurs auprès de Charles IX en 1571 pour le féliciter de la paix de Saint-Germain.
Il assista à la diète d’Augsbourg, tenue par l’empereur Maximilien, en 1568 pour remplacer Auguste, qui tomba malade, lorsqu’il était sur le point de partir. Il fit de nouveau un voyage en France, pour ménager avec la cour l'élection du Duc d'Anjou (Henri III) au trône de Pologne. Son zèle pour la France, le porta ensuite, par le crédit qu'il avait après du prince d'Orange, chef des États Généraux, à l'engager à faire tomber la souveraineté sur François d'Alençon, frère du Roi Henri III. 
Il mourut à Anvers en 1581 où il fut inhumé avec grande magnificence, dans l'église des Cordeliers, aux frais des États Généraux, par reconnaissance des services qu'il avait rendus. 
Son frère Jean-Claude Languet, Seigneur de saint Côme, eut une des premières charges à la chambre de Catherine de Médicis. 
Son beau-frère Barthélémy de Chasseneuz a écrit Commentaria de consuetudinibus ducatus Burgundiae en 1517 et un Catalogus gloriae mundi en 1529 qui est une somme de ses connaissances.